# Policlet de Larisa
Policlet de Larisa (grec antic: Πολύκλειτος, llatí: Polycleitus) fou un historiador grec i un dels nombrosos historiadors d'Alexandre el Gran.
Ateneu de Nàucratis diu que en el seu vuitè llibre explica que Alexandre dormia en un llit d'or, que estava en companyia de flautistes i nens i que bevia fins que sortia el sol. Estrabó diu que dona informacions sobre la mar Càspia, el riu Tanais i el Tigris i l'Eufrates. Policlet defensava l'opinió que la mar Càspia era una mar interior, en contra del que opinaven altres geògrafs del seu temps, però creia que la mar d'Azov i la mar Càspia estaven comunicades i que la mar d'Aral era també la mar Càspia.
Podria ser el mateix Policlet de Larisa que fou el pare d'Olimpíada, la mare d'Antígon III Dosó.